# محاصره ناگاکوبو
محاصره ناگاکوبو (به ژاپنی: 長窪城 Siege of Nagakubo)، نبردی در دوره سنگوکو در ژاپن بود. در سال ۱۵۴۳ به عنوان بخشی از تلاش تاکدا شینگن برای کنترل ولایت شینانو، ژاپن انجام شد.